# 斯托克斯 (北卡羅萊納州)
斯托克斯（英語：Stokes）是位於美國北卡羅萊納州皮特縣的普查規定居民點。

## 人口
根據2020年美國人口普查的數據，斯托克斯的面積為11.50平方千米，皆為陸地。當地共有人口357人，而人口密度為每平方千米31.04人。